# Бондарева, Ефросинья Леонидовна
Ефроси́нья Леони́довна Бо́ндарева (25 ноября 1922, Гапоново, Витебская губерния — 30 июня 2011, Минск) — советский и белорусский кинокритик, киновед, профессор. Заслуженный деятель науки Белорусской ССР (1977).

## Биография
Родилась 25 ноября 1922 года в деревне Гапонова Лиозненского района Витебской области Белорусской ССР.
Ещё школьницей начала работать литсотрудником районной газеты «Ленінскі сцяг».
В 1945—1949 годах училась на отделении журналистики филологического факультета Белорусского государственного университета.
Активно сотрудничала с газетами «Знамя юности», «Чырвоная змена» («Сталинская молодёжь»), работала корреспондентом новостей белорусского радио.
После учёбы в аспирантуре в 1953 году защитила кандидатскую диссертацию и стала преподавать в БГУ, читала лекции по истории белорусского кино, курсы: «Очерк и фельетон в печати», «Эстетика и искусство», «Литературно-художественная критика», «Отражение литературы и искусства в СМИ», «Кинематограф и национальная культура».
В 1975 году защитила докторскую диссертацию (тема: «Проблемы белорусского киноискусства и печати: отражение диалектики времени в образах героев экрана и жанрах кинокритики»), а в 1980 году ей было присвоено звание профессора.
Была членом редколлегии журналов «Искусство», «На экранах», специализированных учёных советов факультета журналистики БГУ, Института искусствоведения, этнографии и фольклора НАН РБ.
Автор 300 статей, обзоров, очерков, творческих портретов, рецензий, 16 книг — монографий и брошюр, 9 учебно-методических пособий для студентов.
Как кинокритик выступала в печати с 1949 года.

## Труды и публикации
Автор свыше 300 проблемных статей, обзоров, очерков, творческих портретов, рецензий, диалогов, 16 книг — монографий и брошюр, 9 учебно-методических пособий для студентов.
Вопросы кинокритики освещены в её фундаментальных монографиях «Время, экран, критика» (1975), «Экран в разных измерениях» (1983) и книгах «Очерк на экране» (1965, совместно с Л. Шиловой), «В кадре и за кадром» (1969), «Кино Советской Белоруссии» (1975).
Две монографии посвящены крупным режиссёрам белорусского кино B. Корш-Саблину («Кинолента длиною в жизнь», 1980) и В. Турову («От сердца к сердцу», 2001).

## Награды
Е. Л. Бондарева — заслуженный деятель науки БССР (1977), награждена Почётной грамотой Верховного Совета БССР (1977), лауреат премии Союза журналистов РБ (1994) и Союза кинематографистов РБ (1999). Награждена медалями «Ветеран труда», «За выдающийся вклад в развитие белорусского кинематографа», почётными знаками «За отличные успехи в труде» Министерства высшего и среднего специального образования СССР, «Отличник кинематографии СССР».